# Frederick Jackson Turner
Frederick Jackson Turner, född den 14 november 1861 i Portage, Wisconsin, död den 14 mars 1932 i San Marino, Kalifornien, amerikansk historiker, professor vid University of Wisconsin 1892-1910, professor vid Harvard University 1910-1924. Vid sidan av Charles A. Beard en av två inflytelserikaste historiker.

## Turners tes
Amerikanska historiker under 1800-talet, som betraktade nationens historia från de ärevördiga östliga universitetens perspektiv, var böjda att se utvecklingen i unionens västra delar som en kolonial företeelse i periferin av den historiska unvecklingens huvudström. År 1893 kom så den unge Turner från västern och förändrade hela detta sätt att tänka, då han inför American Historical Association höll en föreläsning som fick större inflytande än någon annan i hela den amerikanska historiografin: The Significance of the Frontier in American History. Under ytterligare två generationer fortsatte Turner att skriva och tala över detta tema, men allt det väsentliga i hans uppfattning fanns redan i den ursprungliga föreläsningen.
USA hade en enastående ställning bland världens länder, hävdade han, och orsaken var att söka i västern. "Det egenartade hos de amerikanska institutionerna är den omständigheten att de har tvingats att anpassa sig efter förändringarna hos ett folk som brett ut sig - till de förändringar som det inneburit att gå tvärs över en kontinent, att erövra en vildmark och att i varje skede av detta framträngande genomgå utvecklingen från gränslandets primitiva ekonomiska och politiska förhållanden till stadslivets komplicerade tillvaro." Amerika blev en ny och demokratisk nation, ty "i gränsområdenas smältdegel blev immigranterna amerikaniserade, frigjorda och sammansmälta till en blandras, som inte var engelsk vare sig till nationalitet eller egenskaper", och "gränsområdenas individualism har från första början befrämjat demokratin". Han fann att "nationamedvetandets framväxt och utvecklingen av de amerikanska politiska institutionerna betingades av att gränsen sköts framåt" och att de viktigaste politiska stridsfrågorna skapades genom gränsens (the frontier) ständiga rörelse västerut.
Turner presenterade bl.a. Andrew Jackson som en inkarnation av västern, vilket betydde detsamma som ett uttryck för den amerikanska demokratin.

## Kritik
Turners tes, som smickrade amerikanernas självkänsla och passade väl samman med samtidens av den darwinistiska utvecklingsläran och miljöteorin präglade tänkande, fick ett dominerande inflytande inom historiografin under de närmaste två generationerna. Reaktionen kom på 1930-talet, då Turners generaliseringar utsattes för kritik i en rad vetenskapliga uppsatser. Under den rådande ekonomiska depressionen uppstod ett behov att förneka läran om att Amerikas löftesrika tid var förbi, sedan det sista gränsområdet befolkats.
Under och efter det andra världskriget blev Turners tes med sina starkt isolationistiska konsekvenser ännu mindre attraktiv för amerikanska historiker. Det bör också hållas i minnet att amerikanska historiker vid mitten av 1900-talet oftast kommer från landsbygden. Pojkarna från städerna hade inte lika lätt som bondsönerna att knyta samman fri åkerjord och demokrati, och även av detta skäl försvagades tesens inflytande.